# Samlesbury
Samlesbury – wieś w Anglii, w hrabstwie Lancashire, w dystrykcie South Ribble. Leży 42 km na północny zachód od miasta Manchester i 302 km na północny zachód od Londynu.